# Мугуда
Мугуда (груз. მუგუდა) — село в Грузії.
За даними перепису населення 2014 року в селі проживає 60 осіб.